# Jorber Avila Esquivel
Jorber Avila Esquivel (ur. 4 sierpnia 1989 w Camagüey) – kubański wioślarz.

## Osiągnięcia
- Mistrzostwa Świata – Poznań 2009 – dwójka bez sternika – 9. miejsce[1].